# Sir Alfred Mehran
Mehran Karimi Nasseri (en persan : مهران کریمی ناصری, prononcé /mehˈrɒn kæriˈmi nɒseˈri/), né en 1945 à Masjed Soleiman en Iran est mort le 12 novembre 2022 dans l'aéroport de Paris-Charles-de-Gaulle,,, surnommé « Sir Alfred Mehran », est un réfugié iranien qui a vécu dans le terminal 1 de l'aéroport de Paris-Charles-de-Gaulle du 8 août 1988 jusqu'en août 2006 (soit durant dix-huit ans), date à laquelle il a été hospitalisé pour une intoxication alimentaire.
Son histoire a notamment inspiré les films Tombés du ciel de Philippe Lioret (avec Jean Rochefort) et Le Terminal de Steven Spielberg (avec Tom Hanks).

## Biographie

### Jeunesse
Mehran Karimi Nasseri est né en Iran à Masjed Soleiman. Son père était médecin, et il affirme que sa mère était une infirmière écossaise, ce que sa famille conteste. Il arrive au Royaume-Uni en septembre 1973 afin d'étudier durant trois ans à l'université de Bradford.
Alors qu'il est au Royaume-Uni, il participe en mars 1974 à des manifestations contre Mohammed Reza Pahlavi, le chah d'Iran alors au pouvoir. Il retourne en Iran le 7 août 1975, après que les fonds fournis pour les bourses d'études ont été subitement coupés. D'après le récit qu'il en fait, à l'arrivée à l'aéroport de Téhéran, il est emmené par la police secrète iranienne, emprisonné et torturé pendant quatre mois avant d'être expulsé du pays. Le seul élément qui a pu être confirmé à ce jour est que Nasseri fait partie des 20 étudiants qui furent interrogés en 1970 après des manifestations contre une nouvelle réglementation de l'université de Téhéran.

### Errance en Europe
Revenant en Europe, Mehran  Nasseri demande l'asile à Berlin, en Allemagne de l'Est, puis aux Pays-Bas en 1977 et ces demandes furent acceptées. Il fait de même en France, en 1978 (il échoue après une demande en appel), et en Yougoslavie. En 1979, il formule la même requête en Italie, sans succès. Il essaye de nouveau en France, en 1980, en vain. Demandant à émigrer au Royaume-Uni, on le lui refuse, et il n'est pas autorisé à entrer dans le pays par l'aéroport de Londres-Heathrow. Il essaie une nouvelle fois d'entrer en Allemagne de l'Ouest, mais il est arrêté à la frontière belge avant que la Belgique ne l'accepte.
Le 7 octobre 1980, sa requête d'asile lui est concédée par la Commission des Nations unies pour les réfugiés. Il vit en Belgique jusqu'en 1986, quand il décide de repartir pour le Royaume-Uni, a priori pour chercher celle qu'il croit être sa mère. Avec des papiers en règle, il embarque sur le ferry le 16 novembre 1984 pour Folkestone. Arrivé en Grande-Bretagne, il commet l'erreur de retourner sa carte de réfugié du Haut Commissariat des Nations unies pour les réfugiés (UNHCR) à Bruxelles, pensant ainsi ne plus pouvoir se faire renvoyer vers la Belgique. C'est un mauvais calcul car il se fait expulser d'Angleterre et, comme il est désormais considéré en situation irrégulière pour les Belges, ceux-ci lui ferment leur frontière. Il semble que cela marque le début du déclin des facultés intellectuelles de celui qui commence à se faire appeler « sir Alfred ». Il se retrouve finalement à Boulogne-sur-Mer en 1985, où la France le condamne à trois mois de prison pour séjour irrégulier sur le territoire national.

### Séjour à Roissy
Après sa sortie de prison, on le retrouve au terminal 1 de Roissy. Son esprit n'est plus très clair selon des médecins de l'aéroport. En 1988, Mehran Karimi Nasseri prétend avoir été attaqué, et son sac volé alors qu'il attendait le RER afin de se rendre à l'aéroport, pour partir pour Heathrow. Il réussit à embarquer, mais arrivant à l'aéroport londonien sans les papiers nécessaires, le personnel de l'aéroport le renvoie d'où il vient. Il passe alors cinq mois à la prison parisienne de Fleury-Mérogis puis, sa peine purgée, retourne de nouveau à l'aéroport de Roissy.
En 1992, des avocats français obtiennent que la France lui accorde un titre de séjour. Mais pour cela, les autorités françaises exigent qu'il présente sa carte de réfugié accordée en Belgique. Cela crée une situation kafkaïenne puisque Bruxelles exige qu'il se rende en personne pour la retirer alors qu'il n'a pas de papiers pour sortir du territoire et entrer en Belgique.
Sa situation n'aboutit qu'en 1999. En juin, son avocat, Me Bourget, accompagné du docteur Bargain, l'amène au tribunal de Bobigny dont dépend la zone aéroportuaire de Roissy pour qu'il retire enfin ses nouveaux papiers. Mais à la surprise générale, Mehran Karimi Nasseri refuse : « Je refuse de signer ces papiers, ils ne sont pas à mon nom. Je ne suis plus celui que j'ai été. Je m'appelle désormais sir Alfred Mehran et je ne suis pas Iranien. Mon père était Suédois et ma mère, Danoise »,. Il est alors impossible de le raisonner.
Il retourne alors volontairement dans le hall de départ du terminal 1 de l'aéroport. Il réside au niveau bas boutiquaire, au milieu de nombreux cartons, sur une banquette près de la boutique Relay où son livre autobiographique peut être acheté. Il reçoit du courrier postal et a des visiteurs. Contrairement à ce que beaucoup croient, il n'a jamais été bloqué en zone de transit et était donc libre de ses mouvements. Les travaux de rénovation du terminal l'ont obligé à déplacer son domicile sans changer d'étage. Il a quitté l'aéroport pour être hospitalisé à la fin juillet 2006 pour intoxication alimentaire.
À sa sortie de l'hôpital fin janvier 2007, Alfred Mehran est pris en charge par l'antenne locale de la Croix-Rouge française de l'aéroport. Il est hébergé quelques semaines dans un hôtel proche de l'aéroport, puis transféré le 6 mars dans un foyer d'accueil d'Emmaüs France dans le 20e arrondissement de Paris.
En octobre 2022, il retourne vivre à l'aéroport de Roissy. Il se réfugie dans le terminal 2 car le terminal 1 où il était habituellement installé est à ce moment-là fermé en raison de la baisse du trafic aérien au lendemain de la crise sanitaire Covid-19 et pour travaux. C'est là qu'il meurt quelques semaines plus tard, le 12 novembre 2022, de mort naturelle,. Personne ne réclamant son corps et un imbroglio juridique à propos des 75 000 euros en coupures trouvés sur lui et l'absence d'héritiers déclarés malgré des recherches et des appels effectués, font que le cadavre d'Alfred Mehran est conservé pendant un peu plus d'un an à l'Institut médico-légal de Paris. Des médecins et des amis qu'il avait côtoyés à Roissy obtiennent du tribunal de Bobigny l'autorisation que 5 000 euros de l'argent trouvé sur Alfred Mehran soient utilisés pour financer de véritables obsèques, afin de lui éviter le carré des indigents. Le 8 décembre 2023, il est finalement enterré au cimetière de Mauregard — commune dont dépend le terminal 1 de Roissy —, assisté d'une vingtaine de personnes.

## Films inspirés de son histoire
- En 2001, Hamid Rahmanian réalise un documentaire-interview intitulé Sir Alfred of Charles de Gaulle Airport.
- En 1994, la comédie Tombés du ciel, avec Jean Rochefort, est inspirée de son histoire.
- En 2001, Here to Where, un vrai-faux documentaire, lui a été consacré[13].
- En 2004, son histoire a été mondialement rendue célèbre dans le film Le Terminal où un personnage inspiré de lui, Viktor Navorski, est joué par Tom Hanks.